# مادونا والطفل مع القديس يوحنا المعمدان والقديسة
السيدة العذراء والطفل مع القديس يوحنا المعمدان والقديسةأو محادثة جيوفانيلي المقدسة وهي لوحة زيتية على لوحة رسمها جيوفاني بيليني يعود تاريخها إلى ما قبل عام 1504 وهي محفوظة في Gallerie dell'Accademia في البندقية

## فهرس
- Olivari, Mariolina (2007). "Giovanni Bellini". Pittori del Rinascimento (بالإيطالية). Florence: Scala. ISBN:978-8881170999.